# Frankfurter Innovationszentrum Biotechnologie

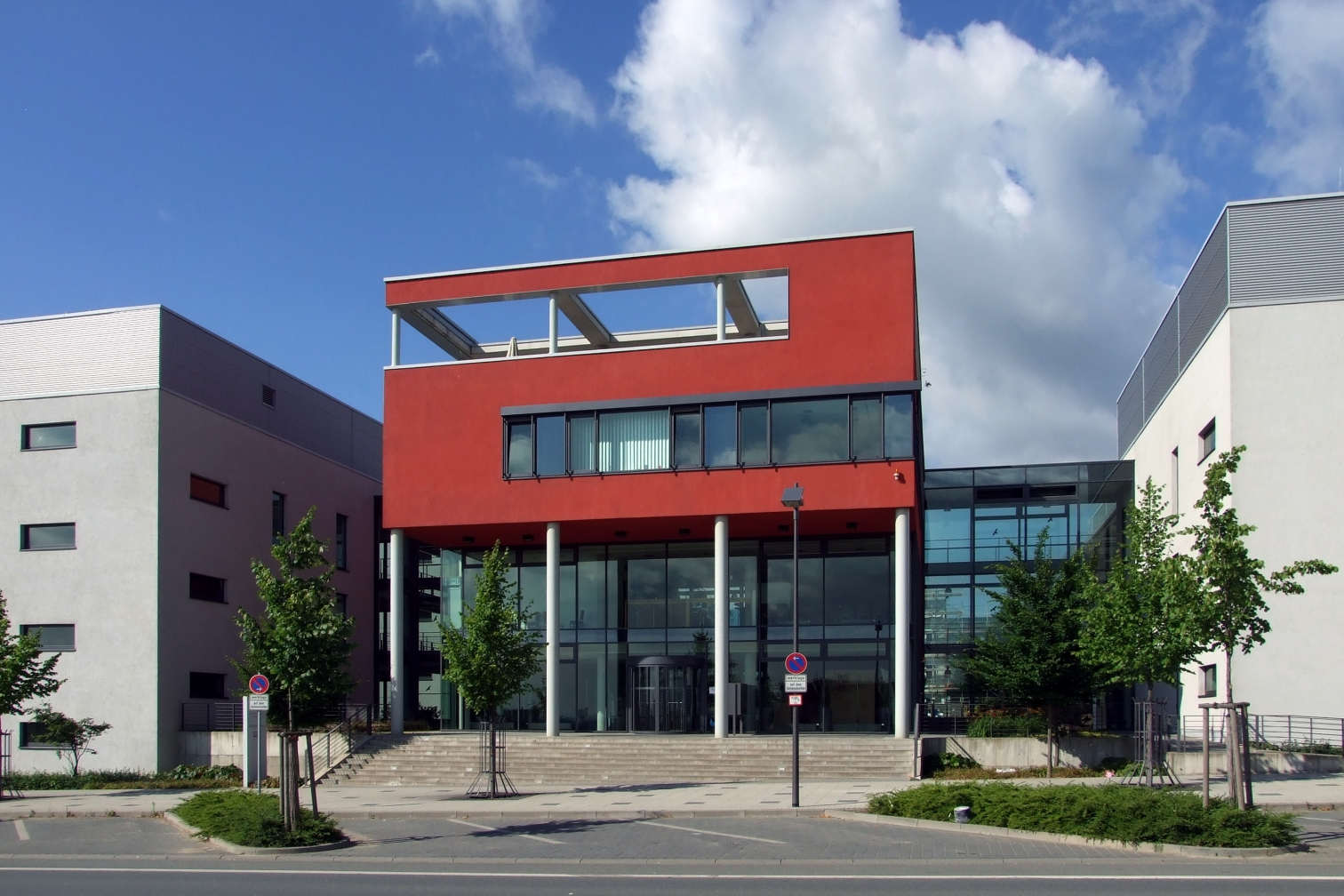
Frankfurter Innovationszentrum Biotechnologie

Das Frankfurter Innovationszentrum Biotechnologie (FIZ) ist eine GmbH des Landes Hessen, der Stadt Frankfurt am Main und der IHK Frankfurt am Main. Es stellt forschenden Unternehmen der Biotechnologie-Branche eine Infrastruktur zur Verfügung, die den Schritt von der akademischen Forschung zur industriellen Produktion ermöglichen soll. Es hat seinen Standort im neuen Stadtteil Frankfurt-Riedberg in unmittelbarer Nachbarschaft zum naturwissenschaftlichen Campus der Universität Frankfurt am Main und zum Frankfurt Institute for Advanced Studies.

## Geschichte
2000 hatte die Fraunhofer-Gesellschaft im Auftrag der Frankfurter Wirtschaftsförderung GmbH, der IHK Frankfurt am Main und der Hessischen Technologie-Stiftung eine Machbarkeitsstudie erstellt und empfohlen, ein Innovationszentrum zur Förderung der Biotechnologie in der Region Rhein-Main zu errichten. Gegründet wurde die GmbH im Juni 2002 mit dem Ziel, neue Impulse für den Forschungsstandort FrankfurtRheinMain zu geben, indem ein flexible Infrastruktur für kleine und mittlere Unternehmen der Life Sciences-Branche geschaffen und eine Plattform angeboten wird, die den Technologietransfer zwischen Forschung und Industrie fördert. An der Public Private Partnership sind das Land Hessen, die Stadt Frankfurt am Main und die IHK Frankfurt am Main beteiligt.
Den Auftrag zur Errichtung der Laborgebäude erhielt Infraserv Höchst, die als Betreibergesellschaft des Industrieparks Höchst Erfahrungen im Bau und Betrieb von Forschungs- und Entwicklungseinrichtungen hat. Im Juli 2004 wurde der erste Bauabschnitt mit ca. 6.500 Quadratmetern eröffnet, Ende 2008 die erste Erweiterungsfläche mit ca. 8.500 Quadratmetern Büro- und Laborfläche. Größter Nutzer des FIZ ist derzeit das Frankfurter Unternehmen Merz Pharma.

## FIZ Life Sciences Forum
Das FIZ hat gemeinsam mit den beiden Partnern PricewaterhouseCoopers AG Wirtschaftsprüfungsgesellschaft und Frankfurter Allgemeine Zeitung GmbH 2009 eine Leitkonferenz – das FIZ Life Sciences Forum – initiiert. Schirmherren waren der hessische Ministerpräsident Roland Koch und Patrick Adenauer, Präsident des Verbandes Die Familienunternehmer – ASU e. V.